# Aleksandar Pavlović
Aleksandar Pavlović – em sérvio cirílico, Александар Павловић (Munique, 3 de maio de 2004) é um futebolista alemão que atua como volante. Atualmente, joga pelo Bayern de Munique.

## Carreira

### Carreira juvenil
Pavlović é um produto da academia do Bayern de Munique. Ele chegou no Bayern em 2011, quando ele tinha sete anos de idade, vindo do SC Fürstenfeldbruck. Em 23 de julho de 2021, Pavlović estendeu seu contrato até 2022. Em 3 de maio de 2022, ele assinou um contrato com o Bayern até 2024. No mesmo mês, ele começou a treinar com o time principal do Bayern de Munique pela primeira vez, posteriormente aparecendo no banco em duas partidas da Bundesliga.

### Carreira profissional
Pavlović jogou pelo time principal do Bayern de Munique na pré-temporada, no verão de 2023. Ele fez sua estreia na Bundesliga como substituto em uma vitória por 8–0 contra o Darmstadt, em 28 de outubro de 2023. Em 1 de novembro de 2023, ele assinou um contrato profissional com o Bayern de Munique até 2027. Em 4 de novembro de 2023, ele deu sua primeira assistência para o terceiro gol marcado por Harry Kane na vitória por 4–0 contra o Borussia Dortmund fora de casa. Uma semana depois, Pavlović fez sua estreia como titular na vitória por 4–2 contra o Heidenheim. Em 29 de novembro de 2023, ele fez sua estreia na Liga dos Campeões da UEFA, vindo do banco aos 64 minutos em um empate sem gols contra o København. Em 27 de janeiro de 2024, ele marcou seu primeiro gol em uma partida válida pela Bundesliga, onde o Bayern venceu o Augsburg por 3–2. Mais tarde naquele ano, em 16 de junho, Pavlović estendeu seu contrato até 2029.

## Carreira internacional
Nascido na Alemanha de pais sérvios, Pavlović possui dupla cidadania. Em setembro de 2021, ele foi convocado para a Seleção Sérvia de Futebol sub-18 para partidas amistosas. Em novembro de 2023, Pavlović foi convocado para a Seleção Alemã de Futebol Sub-20.
Em 14 de março de 2024, Pavlović foi covocado para a Seleção Alemã pelo técnico Julian Nagelsmann para os amistosos contra a França e os Países Baixos. No entanto, ele perdeu as duas partidas devido a uma amigdalite.
Pavlović foi escolhido para a convocação preliminar da Alemanha para a Eurocopa de 2024. Ele fez sua estreia profissional em 3 de junho, em um amistoso contra a Ucrânia antes do torneio. Pavlović foi confirmado na convocação final da Alemanha, mas teve que se retirar devido a uma doença. Em 7 de setembro de 2024, ele marcou seu primeiro gol pela Alemanha na vitória por 5–0 contra a Hungria, partida válida pela Liga das Nações da UEFA.

## Títulos
Bayern de Munique
- Bundesliga: 2024–25

Individual
- Gol do mês da Bundesliga: setembro de 2024